# Eustachy Seweryn Sapieha
Książę Eustachy Seweryn Sapieha (ur. 7 sierpnia 1916 w Spuszy koło Grodna, zm. 2 marca 2004 w Nairobi) – zawodowy myśliwy, porucznik kawalerii Wojska Polskiego, historyk rodu Sapiehów.

## Życiorys
Był synem Eustachego Kajetana, bratem Jana Andrzeja, Lwa Jerzego i Elżbiety.
Po ukończeniu szkoły średniej w Pszczynie, gdzie był wychowankiem znanego Internatu prof. Wacława Iwanowskiego, 19 września 1934 r. wstąpił do Szkoły Podchorążych Rezerwy Kawalerii w Grudziądzu. Szkolenie zakończył 15 lipca 1935 r. w stopniu plutonowego podchorążego i otrzymał przydział do 2 pułku ułanów grochowskich w Suwałkach. Następnie podjął naukę Wyższej Szkole Handlowej w Antwerpii, a od 1938 tamże w Wyższej Szkole Kolonialnej.
Jako podporucznik kawalerii brał udział w kampanii wrześniowej w szeregach Suwalskiej Brygady Kawalerii. Walczył w bitwie pod Kockiem w barwach 2 pułku ułanów grochowskich. Został odznaczony Krzyżem Walecznych. W latach 1939–1945 przebywał w obozie jenieckim Oflag II C Woldenberg na terenie Niemiec, obecnie Dobiegniew. 
W ostatnich tygodniach wojny wraz z bratem Lwem rozpoczął ucieczkę przed wojskami sowieckimi – jako arystokrata i syn sanacyjnego polityka obawiał się uwięzienia. Dotarł do Grabau, gdzie za pomocą grupy polskich jeńców przejął kontrolę nad znajdującymi się tam stadninami, pośród których znajdowały się liczne konie zrabowane z Polski (między innymi ze słynnej stadniny arabów janowskich). Poznał tam i ożenił się z Antoniną Marią Siemieńską. W 1947 wyjechał do Kenii, gdzie zajmował się handlem złomem (głównie demobilem pozostałym po wyjeżdżających wojskach angielskich), następnie poszukiwaniem kamieni szlachetnych, i zawodowym myślistwem. Przez czterdzieści lat zbierał materiały do monografii rodu Sapiehów, wydanej w roku 1995 pod tytułem „Dom Sapieżyński”. Jest także autorem autobiografii „Tak było, czyli niedemokratyczne wspomnienia Eustachego Sapiehy” wydanej w 1999 r. oraz współautorem (wraz z Pawłem Kardaszem) „Safari. Polowania w Afryce Wschodniej i Południowej”, wydanej w roku 2000.
Pochowany został w Boćkach na Podlasiu. W 1999 opublikowano jego wspomnienia "Tak było: niedemokratyczne wspomnienia Eustachego Sapiehy".